# Ciudad de pobres corazones
Ciudad de Pobres Corazones é o quinto álbum do roqueiro argentino Fito Páez. Foi lançado em 1987, sob o selo EMI.
Trata-se de um álbum de estilo violento, com melodias pop / rock bastante pesadas e letras carregadas de impotência e fúria. Canções como "De 1920" e "Cidade dos pobres corações" descrevem poeticamente os sentimentos de raiva do autor. É popularmente conhecido como o álbum mais raivoso e obscuro da carreira do Páez. Junto com o álbum, videoclipes de quase todas as faixas foram filmados como capítulos que juntos formavam um filme de média metragem. A história é centrada em uma caixa que é roubada sucessivamente, enquanto Fito toca as músicas do álbum. No filme aparecem diferentes personagens escuros e misteriosos que se matam para pegar a pequena caixa, que é inicialmente roubada do camarim de Páez.
Uma curiosidade sobre este álbum é que a canção Track Track foi gravada, em português, pelo grupo Os Paralamas do Sucesso no cd ao vivo Vamo Batê Lata, de 1995.

## Prêmios e Honrarias
- Foi eleito pelo jornal Clarín como o disco do ano.[3][4]
- Em 2007, o álbum figurou na 43a posição da lista dos 100 maiores discos do rock argentino pela Rolling Stone Argentina[5].

## Faixas
- Todas as faixas compostas por Fito Páez

| N.º            | Título                                | Duração |  |
| 1.             | "Pompa Bye Bye"                       | 1:23    |  |
| 2.             | "De Mil Novecientos Veinte"           | 3:23    |  |
| 3.             | "A las piedras de Belén"              | 3:39    |  |
| 4.             | "Fuga en tabú"                        | 5:36    |  |
| 5.             | "Gente sin swing"                     | 4:00    |  |
| 6.             | "Nada más preciado"                   | 4:15    |  |
| 7.             | "Ciudad de Pobres Corazones"          | 5:00    |  |
| 8.             | "Ámbar violeta"                       | 2:30    |  |
| 9.             | "Bailando hasta que se vaya la noche" | 4:06    |  |
| 10.            | "Dando vueltas en el aire"            | 4:20    |  |
| 11.            | "Track Track"                         | 4:45    |  |
| Duração total: | Duração total:                        | 44:01   |  |

## Músicos
- Fito Páez: teclados, guitarras, voz e arranjos
- Fabián Gallardo: guitarras elétricas, voz, sequenciador, programação del DDD1 Korg, e arranjos.
- Fabián González: teclados, midi patcher e arranjos
- Fabián Llonch: baixos e arranjos
- Daniel Wirtz: bateria e arranjos

### Músicos convidados
- Andrés Calamaro: coros em "De Mil Novecientos Veinte", "Nada más preciado" e "Bailando hasta que se vaya la noche"
- Fabiana Cantilo: coros em "De Mil Novecientos Veinte", "Nada más preciado" e "Bailando hasta que se vaya la noche", voz solista en "Nada más preciado" e em "Track track "
- Gabriel Carámbula: guitarra solo em "Dando vueltas en el aire"
- Osvaldo Fattoruso: percussão em "De Mil Novecientos Veinte", "A las piedras de Belén", "Nada más preciado", "Bailando hasta que se vaya la noche" e "Dando vueltas en el aire"
- Pablo Rodríguez: saxofone em "Fuga en Tabú", "Bailando hasta que se vaya la noche" e "Dando vueltas en el aire"

## Vendas e Certificações
| Ano  | Órgão | Certificação/Vendas | Vendas   |
| ---- | ----- | ------------------- | -------- |
| 1992 | CAPIF | ouro                | 50,000 + |